# پرستار مراقبت‌های پیشرفته
پرستار ثبت شده مراقبت‌های پیشرفته (advanced practice registered nurse,APRN)  پرستاری است دارای آموزش‌های ویژه در پرستاری. این پرستاران با تعلیمات پیشرفته و آموزشها، دانش، مهارت‌های بالینی و برخورداری از دیدکلی بر حرفه پرستاری آماده می‌شوند. 

## منبع
1. ↑  "American Nurses Association". Archived from the original on 6 April 1997. Retrieved 24 May 2013.